# Гольдберг, Моисей Вольф
Моисей Вольф Гольдберг (эст. Moses Wolf Goldberg, при рождении Мойше-Вольф Меер-Ицикович Гольдберг; 30 июня 1905, Руйиена — 17 февраля 1964, Монтклэр) — швейцарско-американский химик еврейского происхождения. Известен разработкой в 1949 году совместно с Лео Хенриком Штернбахом процесса синтеза биотина.

## Биография
Родился в местечке Руйиена, в семье Меера-Ицика Гольдберга и Кейлы-Ханы Гиберман, уроженцев Бауска, поженившихся в Риге за год до его рождения. Вскоре семья переезжает в эстонский Выру. Гольдберг закончил немецкую школу в Тарту, в 1923—1924 годах учился в Тартуском университете, затем поступил в Швейцарскую высшую техническую школу Цюриха, где получил диплом химика-инженера. Докторскую выполнял под руководством нобелевского лауреата Леопольда Ружички, его коллегами были многие известные химики, такие как Тадеуш Рейхштейн, Георг Розенкранц и Лео Штернбах. Его работа под названием «Versuche zur Synthese Ephedrin-ähnlicher Körper» («Эксперимент по синтезу эфедриноподобных соединений») была защищена в 1931 году. В 1935 году Гольдберг, несмотря на усиливающуюся в стенах института ксенофобию, проходит процедуру хабилитации. Швейцарское химическое общество в 1940 году вручает учёному медаль и премию Вернера.
В 1942 году Гольдберг эмигрирует в США и устраивается в головное отделение компании «Hoffmann-La Roche» в Натли. Совместно со Штернбахом в 1949 году патентует процесс синтеза биотина. За время работы в компании получает еще несколько патентов, занимаясь антибиотиками и другими лекарственными препаратами.
Уходит из жизни в феврале 1964 года, в возрасте 58 лет.

## Семья
С 1928 года Гольдберг был женат на швейцарке Регине Хаузер. У пары не было детей.